# LÉ Grainne (CM10)
LÉ Grainne (CM10) — корабль ВМС Ирландии, служивший с 1971 по 1987 год.

## История
Тральщик типа «Тон», названный HMS Oulston (M1129), был построен для ВМС Великобритании в 1953 году. В 1971 году он был продан Ирландии и вошёл в состав её военно-морских сил, получив имя Grainne в честь принцессы из преданий про Финна Мак Кумала.
В 1987 году корабль был выведен из состава флота и продан в Испанию для разделки на металл.